# لیشوف (ناحیه چسکه بودیوویتسه)
لیشوف (به چکی: Lišov) یک منطقهٔ مسکونی در جمهوری چک است که در شهرستان چسکه بودیوویتسه واقع شده‌است. لیشوف  ۴٬۱۷۸ نفر جمعیت دارد.